# Moana Moo-Caille
Moana Moo-Caille (Le Port, 13 de agosto de 1988) es un deportista francés que compitió en ciclismo en la modalidad de BMX. Ganó una medalla de bronce en el Campeonato Mundial de Ciclismo BMX de 2012, en la carrera masculina.

## Palmarés internacional
| Campeonato Mundial | Campeonato Mundial       | Campeonato Mundial | Campeonato Mundial |
| Año                | Lugar                    | Medalla            | Competición        |
| ------------------ | ------------------------ | ------------------ | ------------------ |
| 2012               | Birmingham (Reino Unido) | Medalla de bronce  | Carrera            |